# Rosine (film)
Pour les articles homonymes, voir Rosine.
Pour plus de détails, voir Fiche technique et Distribution.
Rosine est un film français réalisé par Christine Carrière, sorti en 1994. Le film fut nommé pour le César du meilleur premier film.

## Synopsis
Le film raconte les relations d'une jeune femme de trente ans, Marie, et de sa fille, Rosine, âgée de quatorze ans, qui voue à sa mère une véritable adoration.

## Fiche technique
- Titre français : Rosine
- Réalisation : Christine Carrière
- Scénario : Christine Carrière et Jean Aurel
- Montage : Raymonde Guyot
- Production : Alain Sarde et Bernard Verley
- Pays d'origine :  France
- Langue : français
- Dates de sortie : 
  -  Suisse : août 1994 (Festival international du film de Locarno)
  -  États-Unis : octobre 1994 (Festival international du film de Chicago)
  -  France : 18 janvier 1995

## Distribution
- Eloïse Charretier : Rosine
- Mathilde Seigner : Marie
- Laurent Olmedo : Pierre
- Christine Murillo : Chantal